# Talayuela
Talayuela es un municipio de la provincia de Cáceres (comunidad autónoma de Extremadura). El término municipal, situado entre Navalmoral de la Mata y el este de la comarca de La Vera, cuenta con una población de 7304 habitantes (INE 2024), lo que le convierte en el séptimo municipio más poblado de la provincia cacereña.
Talayuela comprende la localidad homónima y un extenso término municipal de regadíos, en el cual se ubicaron en el siglo XX varios poblados de colonización cuyos procesos de emancipación provocaron la reducción del tamaño del municipio. En 1994 Rosalejo se convirtió en el primer municipio creado en Extremadura en la era democrática al disgregarse de Talayuela. Tiétar se independizó como municipio en 2011 (aunque no se hizo efectiva la separación hasta 2013). También en 2013 se segregó el municipio de Pueblonuevo de Miramontes. Actualmente, pertenecen a Talayuela los poblados de colonización de Santa María de las Lomas, La Barquilla y Barquilla de Pinares y las alquerías de El Centenillo y Palancoso.
A los pobladores de este municipio se les denomina talayuelanos. El nombre de Talayuela procede de atalayuela, diminutivo del arabismo medieval atalaya, que significa 'torre de vigilancia'. Para rememorar el nombre antiguo del pueblo se decidió hace unos años llamar "Atalaya" al equipo de fútbol local. Curiosamente, a este municipio cuyo topónimo es de origen árabe han llegado en las últimas décadas oleadas de migrantes marroquíes. 
La localidad de Talayuela surgió en el siglo XVI de Plasencia. Los poblados de colonización se fundaron en el siglo XX. En la actualidad, todo el municipio tiene una destacable economía agrícola.

## Geografía
Los límites del actual término municipal de Talayuela fueron modificados por última vez en 2013, al separarse Tiétar y Pueblonuevo de Miramontes, mediante la Corrección de errores del Decreto 103/2011, de 1 de julio, por el que se aprueba la segregación de la entidad local menor de Tiétar para su constitución en municipio independiente de Talayuela y mediante el Decreto 225/2013, de 3 de diciembre, por el que se aprueba la segregación de la entidad local menor de Pueblonuevo de Miramontes para su constitución en municipio independiente de Talayuela (Cáceres). Estos documentos fueron publicados en el Diario Oficial de Extremadura, respectivamente, el 12 de junio y el 5 de diciembre de 2013, y de los mismos se deducen los siguientes límites:
| Noroeste: Collado de la Vera    | Norte: Cuacos de Yuste, Jarandilla de la Vera, Losar de la Vera, Valverde de la Vera y Villanueva de la Vera | Nordeste: Tiétar y Pueblonuevo de Miramontes   |
| Oeste: Casatejada               | | Este: Oropesa (exclave), La Calzada de Oropesa |
| Suroeste: Navalmoral de la Mata | Sur: Peraleda de la Mata y Navalmoral de la Mata                                                             | Sureste: Rosalejo y Oropesa (exclave)          |

### Espacios protegidos
El pinar del Moreno, situado en el término municipal de Talayuela, forma parte junto con otros pinares de municipios vecinos del Entorno de los Pinares del Tiétar, espacio natural declarado corredor ecológico y de biodiversidad mediante decreto de la Junta de Extremadura en 2003. En 2012 se modificaron los límites del espacio natural mediante otro decreto.

### Orografía e hidrografía
Talayuela está situada en el noreste de la provincia de Cáceres, en el valle del río Tiétar, y pertenece a la comarca del Campo Arañuelo, al pie de la montañosa comarca de la Vera. La orografía de la zona es prácticamente llana, propia de un valle, estando el municipio a una altitud de 286 metros por encima del nivel del mar. Posee Talayuela un gran y fértil pinar, además de numerosos encinares convertidos en dehesas de aprovechamiento por el hombre. También posee numerosas charcas de importancia, las cuales son refugio y avituallamiento elemental para numerosas especies de la zona y para aves migratorias, que encuentran en estas tierras un refugio ideal y bien provisto de alimentos.

## Historia

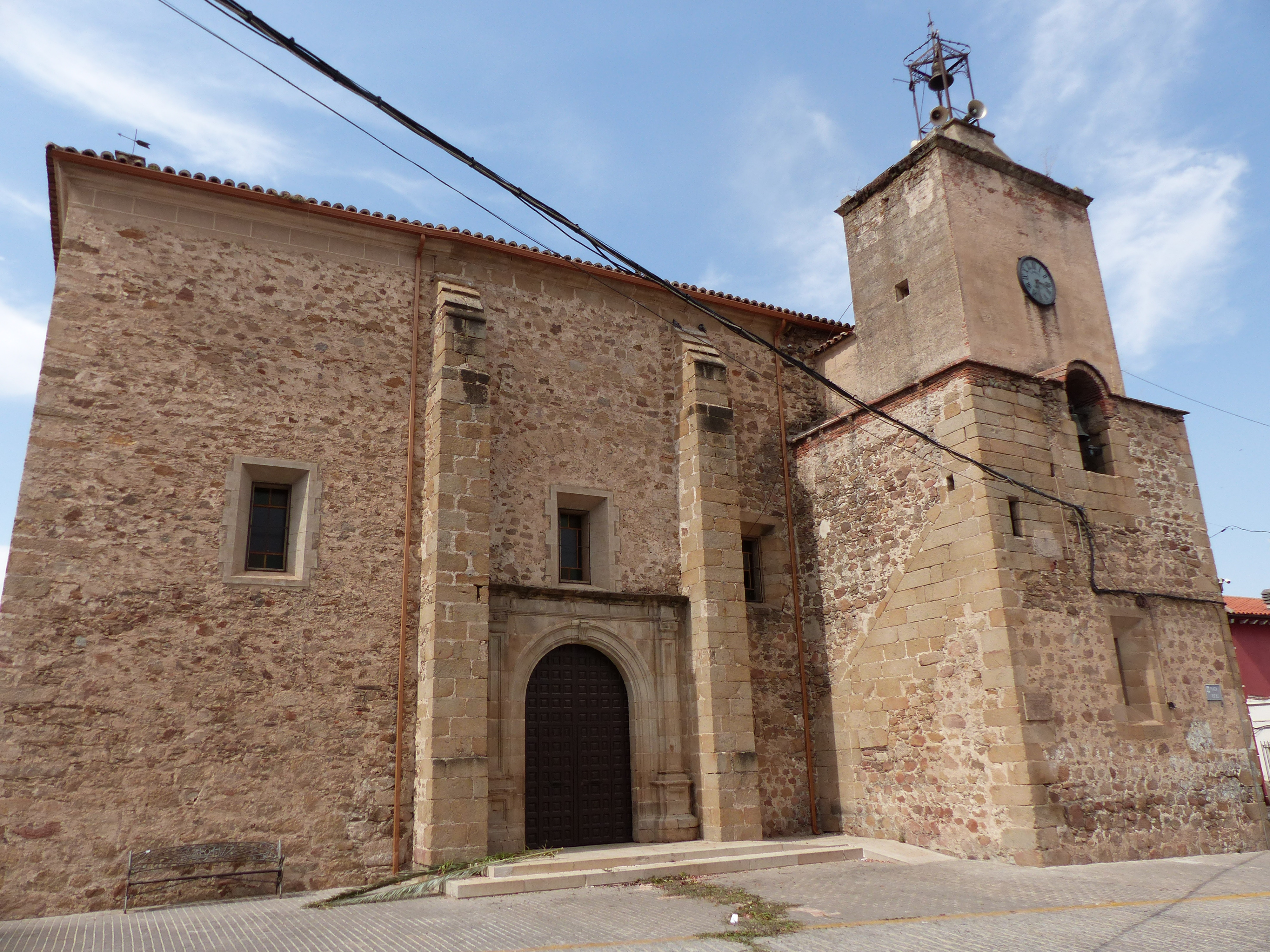
Iglesia

La actual localidad de Talayuela fue fundada en el siglo XVI como aldea perteneciente al Sexmo de Plasencia. En ese siglo se construyó la iglesia de San Martín, que desde un punto de vista arquitectónico es el monumento más importante del pueblo.
Hacia mediados del siglo XIX, el lugar tenía contabilizada una población de 219 habitantes. La localidad aparece descrita en el decimocuarto volumen del Diccionario geográfico-estadístico-histórico de España y sus posesiones de Ultramar de Pascual Madoz de la siguiente manera:

TALAYUELA: v. con ayunt. en la prov. y aud. terr. de Cáceres (20 leg.), part. jud. de Navalmoral de la Mata (2), dióc. de Plasencia (8), c. g. de Estremadura (Badajoz 35). sit. á la izq. del Tietar; es de clima templado; reinan los vientos N. y E., y se padecen intermitentes. Tiene 50 casas; la de ayunt. é igl. parr. (San Martin) con curato de primer ascenso y de provision del ordinario, y en las inmediaciones el cementerio construido en 1847. Se surte de aguas potables en una fuente con su cañeria, que vierte en un pilon para las caballerias y lavaderos. Confina el térm. por N. y O. con el de Jaraiz; E. y S. Navalmoral de la Mata; estendiéndose 1/4 leg. en todas direcciones, y comprende mucho monte de encina, roble, alcornoque, jara y retama; algunos prados de heno y tierras de labor: le baña el r. Tietar, que forma su lim. al NO., y los arroyos Palamoso, Tizonoso y Arrozarza, que corren de E. á O. y entran en aquel. El terreno es de secano, barrancoso y de inferior calidad: los caminos vecinales: el correo se recibe en Navalmoral por balijero dos veces á la semana. prod.: centeno, poco trigo, cebada y algunas judias; se mantiene ganado de cerda, lanar y vacuno, y se cria caza menuda, y la pesca comun del r. pobl.: 40 vec., 219 alm. cap. prod.: 1.113.900 rs. imp.: 55.695 contr.: 6,883 rs. 26 mrs.
(Madoz, 1849, p. 576)

Desde su fundación, la enfermedad del paludismo, muy extendida por la zona, impidió el correcto desarrollo del pueblo, que hasta mediados de siglo XIX no consiguió llegar a tener quinientos habitantes. La importancia del paludismo como obstáculo para el desarrollo de la comarca puede verse en que en 1925 se instaló en el vecino pueblo de Navalmoral de la Mata la sede del Instituto Nacional Antipalúdico, por el cual pasaron importantes doctores y científicos hasta la erradicación de la enfermedad en 1963.
El término de Talayuela fue lugar de experimentos para el científico Sadí de Buen Lozano. Con ayuda de su hermano Fernando, naturalista especializado en la vida acuática, Sadí de Buen introdujo en Europa la especie americana Gambusia affinis o Gambusia holbrooki, un pez carnívoro propio de los ríos que desaguan en el golfo de México. Gambusia es un carnívoro que se alimenta cerca de la superficiese, devorando ávidamente las larvas de mosquito. De Buen supo identificar las quebradas (arroyos de régimen irregular) del término municipal de Talayuela como un lugar adecuado para su aclimatación, que hasta entonces había resultado imposible. Desde Talayuela se puso de marcha una red de criaderos en todas las provincias palúdicas, y de allí salieron las gambusias con las que en adelante se combatió el paludismo en Italia primero, y luego en el resto de Europa y en el Norte de África.
La erradicación del paludismo permitió que durante la dictadura franquista se crearan numerosos pueblos en el Campo Arañuelo, en lugares que hasta el momento habían estado prácticamente despoblados. En la segunda mitad de siglo XX, el municipio de Talayuela se componía de nueve pueblos: Talayuela, Rosalejo, Tiétar del Caudillo, Pueblonuevo de Miramontes, Santa María de las Lomas, La Barquilla, Barquilla de Pinares, El Centenillo y Palancoso. Esto, unido a la fuerte inmigración marroquí que se produjo en los años 1990, hizo que la población del municipio pasara de unos mil habitantes a mediados de siglo XX a más de ocho mil en el censo de 2001.
En la actualidad, el municipio sufre un proceso de desintegración, pues Rosalejo, Tiétar y Pueblonuevo de Miramontes se han constituido en municipios separados.

## Demografía
Talayuela cuenta con una población de 7304 habitantes (INE 2024).
| Gráfica de evolución demográfica de Talayuela entre 1842 y 2021 |
| |
| Población de derecho según los censos de población del INE Población de hecho según los censos de población del INEEntre el censo de 2001 y el anterior, disminuye el término del municipio porque independiza a Rosalejo |

Más de 1000 pertenecen a distintas pedanías del municipio. Esta cifra ha ido aumentando considerablemente en los últimos años debido a la llegada de nuevos pobladores en busca de trabajo, de tal manera que en Talayuela residen personas de 22 nacionalidades; según el último Padrón del INE, los extranjeros suponen el 26,90 % de la población municipal.
El siguiente gráfico, que muestra la evolución de la población de Talayuela desde 1842 a 2020, evidencia claramente el impresionante crecimiento del número de habitantes de la localidad desde mediados del siglo XX:

### Núcleos de población

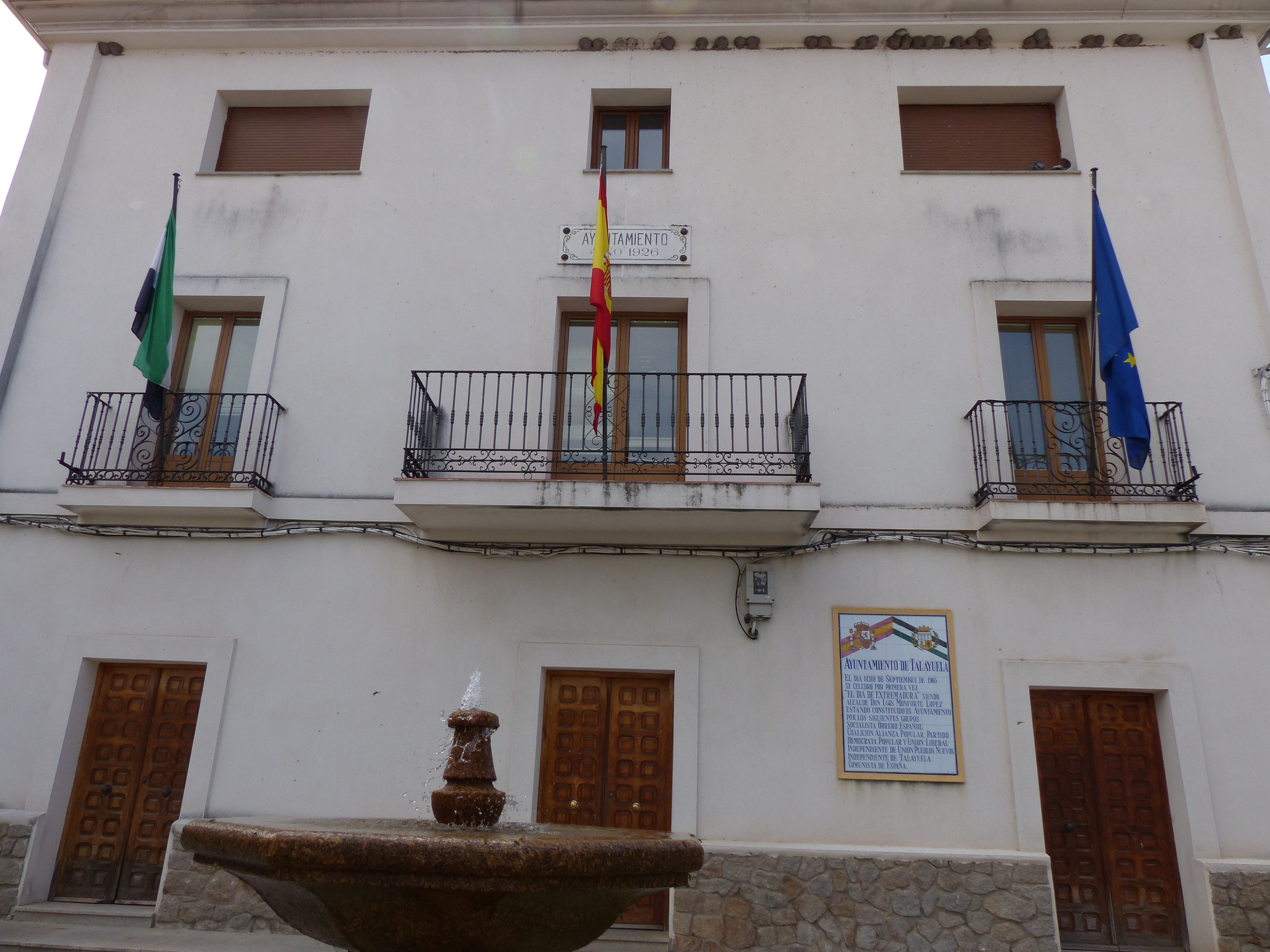
Ayuntamiento

Antes de la separación de Tiétar a mediados de 2011 (hecha efectiva en 2013, por un defecto de forma) y de Pueblonuevo de Miramontes a finales de 2013, el municipio de Talayuela se componía de ocho núcleos de población reconocidos por el Nomenclátor: Talayuela, La Barquilla, Barquilla de Pinares, El Centenillo, Palancoso, Santa María de las Lomas y los hoy independientes Pueblonuevo de Miramontes y Tiétar. En 2012 y 2013, el INE aún seguía reconociendo a Tiétar como parte de Talayuela por problemas técnicos, haciendo referencia los datos de población totales de 2012 y 2013 a la suma de ambos municipios. Pueblonuevo de Miramontes no aparece en los censos como separado de Talayuela hasta los datos de población de 2016. Los datos de población han sido los siguientes en los últimos años:
| Nombre oficial            | 2003   | 2006   | 2009 | 2012 | 2013 | 2016 |
| ------------------------- | ------ | ------ | ---- | ---- | ---- | ---- |
| Talayuela (núcleo)        | 6276   | 6265   | 5880 | 6123 | 6134 | 6131 |
| Talayuela (diseminado)    | 229    | 356    | 164  | 156  | 157  | 164  |
| La Barquilla              | 542    | 633    | 336  | 364  | 364  | 325  |
| Barquilla de Pinares      | 477    | 407    | 358  | 329  | 319  | 328  |
| El Centenillo             | 74     | 63     | 32   | 27   | 24   | 5    |
| Palancoso                 | 49     | 13     | 113  | 62   | 52   | 50   |
| Santa María de las Lomas  | 576    | 798    | 513  | 397  | 397  | 374  |
| Total municipio actual    | 8223   | 8535   | 7396 | 7458 | 7447 | 7377 |
| Pueblonuevo de Miramontes | 916    | 890    | 861  | 845  | 846  | 830  |
| Tiétar                    | 987    | 1007   | 965  | 966  | 948  | 931  |
| Total municipio anterior  | 10 126 | 10 432 | 9222 | 9269 | 9241 | 9138 |

## Administración y política
| Partido político                             | 2023  | 2023  | 2023       | 2019  | 2019  | 2019       | 2015  | 2015  | 2015       | 2011  | 2011  | 2011       | 2007  | 2007  | 2007       |
| Partido político                             | %     | Votos | Concejales | %     | Votos | Concejales | %     | Votos | Concejales | %     | Votos | Concejales | %     | Votos | Concejales |
| Partido Socialista Obrero Español (PSOE)     | 43,64 | 1288  | 6          | 40,92 | 1192  | 6          | 34,54 | 1018  | 5          | 32,40 | 1313  | 4          | 28,30 | 1161  | 5          |
| Partido Popular (PP)                         | 33,71 | 995   | 5          | 37,86 | 1103  | 5          | 37,63 | 1109  | 5          | 34,74 | 1408  | 5          | 30,73 | 1261  | 5          |
| Vox                                          | 9,42  | 278   | 1          | 3,84  | 112   | 0          | –     | –     | –          | –     | –     | –          | –     | –     | –          |
| Partido de los Extremeños (PEX-EXT)          | 9,42  | 278   | 1          | –     | –     | –          | –     | –     | –          | –     | –     | –          | –     | –     | –          |
| Podemos-Izquierda Unida (IU)-Contigo-Ganemos | 3,28  | 97    | 0          | 13,31 | 388   | 2          | 9,98  | 294   | 1          | –     | –     | –          | –     | –     | –          |
| Ciudadanos (CS)                              | –     | –     | –          | 3,63  | 106   | 0          | 16,90 | 498   | 2          | –     | –     | –          | –     | –     | –          |
| Unión del Pueblo Extremeño (UPEx)            | –     | –     | –          | –     | –     | –          | –     | –     | –          | 17,07 | 692   | 2          | –     | –     | –          |
| Coalición Extremeña PREX-CREX                | –     | –     | –          | –     | –     | –          | –     | –     | –          | 14,53 | 589   | 2          | 11,70 | 480   | 2          |
| Iniciativa Habitable (IH)                    | –     | –     | –          | –     | –     | –          | –     | –     | –          | –     | –     | –          | 27,54 | 1130  | 5          |

## Economía

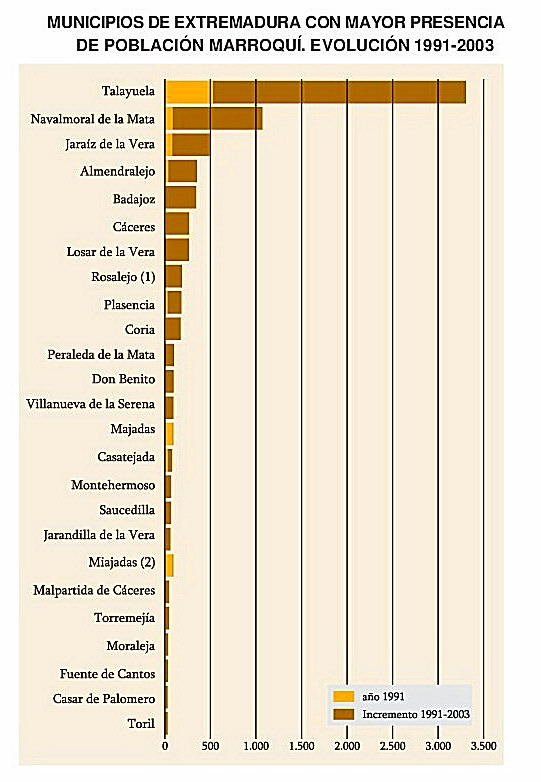
Talayuela fue el municipio extremeño donde más creció la población inmigrante marroquí entre 1991 y 2003.

Se caracteriza por su dependencia del cultivo del tabaco, aunque en los últimos años éste ha sufrido un importante declive, al desaparecer las ayudas (primas) de la Comunidad Económica Europea.
En Talayuela hay otros cultivos de importancia, entre los que destaca en primer lugar el cultivo del espárrago, del cual se benefician numerosas familias, ya que existen en la zona dos conserveras de importancia.
También se cultivan el pimiento, el tomate y el maíz, aunque en menor medida y con menor importancia.
Con la decadencia del cultivo del tabaco, se están buscando otras alternativas, como el cultivo del azafrán, el algodón o el café. De hecho, estos dos últimos cultivos se daban en la zona antes de la llegada del tabaco.
Las familias de Talayuela, muchas de ellas inmigrantes, viven en torno al cultivo de sus campos, basándose toda su economía en el cultivo del tabaco y el espárrago, y puesto que ambos cultivos se encuentran en campañas de recolección diferentes, un mismo trabajador pueden aprovechar ambas, con lo que son pocos los meses en que un trabajador está parado, sin trabajo, aunque muchos inmigrantes la combinan con la recolección de la uva o la naranja en otras comunidades. Es tal la importancia del cultivo del tabaco en Talayuela que, dado que su campaña de recolección tiene lugar en época estival, ha ayudado a muchos jóvenes a costearse sus estudios, trabajando en época de vacaciones y cursando sus estudios en invierno.

## Servicios

### Educación
El municipio cuenta con su propio IES, el IES San Martín. En el municipio hay diversos colegios: CP Gonzalo Encabo y CEIP Juan Güell en la capital municipal, CP San Miguel en Barquilla de Pinares y CP Virgen del Pilar en Santa María de las Lomas. Además, hay una escuela de capacitación agraria y un centro de adultos.

### Sanidad
En sanidad pública, el municipio cuenta según el catálogo oficial de 2009 con su propio centro de salud en la capital municipal, además de consultorios de atención primaria en Barquilla de Pinares y Santa María de las Lomas. En sanidad privada, Talayuela tenía en 2009 un centro de consultas médicas, una clínica de fisioterapia, una consulta de podología, dos clínicas dentales, un centro de reconocimiento, un centro servicio de prevención, tres ópticas y dos laboratorios.

### Transporte

#### Carreteras
La principal carretera que pasa por el pueblo es la EX-119, que une Jarandilla de la Vera con Navalmoral de la Mata. Esta carretera circunva el pueblo por el este, si bien pasa por el casco urbano una desviación de la misma con los nombres de carretera de Jarandilla, calle Manuel Mas, calle Martínez Camargo y carretera de Navalmoral. Al oeste de esta desviación urbana sale la calle Francisco Pizarro, que se prolonga en una carretera que lleva a Baldío y Casatejada. La carretera CC-8 sale al este del pueblo y lleva a la carretera toledana CM-5102 pasando por Santa María de las Lomas, Tiétar, Barquilla de Pinares y Pueblonuevo de Miramontes.

#### Transporte público
Talayuela cuenta con líneas de autobús interurbano de la empresa Mirat, que conectan varios días a la semana la capital municipal con Plasencia, Navalmoral de la Mata y las principales localidades de La Vera.

## Símbolos
El escudo heráldico de Talayuela fue aprobado mediante el Decreto 2028/1960, de 13 de octubre, por el que se autoriza al Ayuntamiento de Talayuela, de la provincia de Cáceres, para adoptar su Escudo heráldico municipal, publicado en el Boletín Oficial del Estado el 24 de octubre de 1960 y firmado por el ministro de la Gobernación Camilo Alonso Vega. El blasón no se publicó en el BOE, remitiéndose el decreto al dictamen de la Real Academia de la Historia.
El escudo puede definirse así:

Escudo cortado y medio partido. Primero, en campo de sinople, un acueducto apoyado sobre cuatro arcos, todo de plata. Segundo, de azur, un castillo, de plata, almenado, mazonado de sable y aclarado de campo, sobre terrasa, de plata. Tercero, de oro, una piña en su color. Al timbre, Corona Real abierta.

## Patrimonio
En la localidad se encuentran la iglesia parroquial de San Martín de Tours, del siglo XVI, con elementos góticos y renacentistas; el retablo es del siglo XVIII; y la iglesia parroquial de Nuestra Señora de la Asunción, edificio moderno, en ladrillo y cimiento, con hermosas vidrieras en los vanos. Ambas pertenecen a la archidiócesis de Mérida-Badajoz, diócesis de Plasencia, arciprestazgo de Navalmoral de la Mata.

## Cultura

### Fiestas locales
Las fiestas más importantes de este municipio son el fin de semana más próximo al 25 de abril, festividad de San Marcos y el 15 de agosto, festividad de la Virgen de la Asunción.

### Gastronomía
Los productos más característicos de la localidad son los pimientos y los espárragos. Los platos más importantes son el cocido extremeño, las migas, la caldereta, el ajocano, las cachuelas, la sopa de tomate, el gazpacho, los huevenzuelos, los puches y la carne de cabrito. En cuanto a los dulces, destacan las floretas, las roscas y los huesillos.

### Deporte
El municipio cuenta con un equipo de fútbol que en la temporada 2023-2024 juega en la primera división extremeña, el CP Talayuela.
La Federación Extremeña de Golf abrió las puertas de uno de los campos de golf con más proyección de la comunidad de Extremadura el 28 de mayo de 2005. Construido según el diseño de Severiano Ballesteros, respetando al máximo el entorno natural, este campo, con un recorrido de 18 hoyos (posiblemente, en un futuro, de 36), se ha convertido en uno de los centros de ocio más importantes de las comarcas del Campo Arañuelo y La Vera. Debido al cuidado que se ha tenido en conservar la naturaleza y el entorno de denso arbolado en su construcción, más las posibilidades que puede ofrecer dicho campo, Talayuela se convertirá en la sede de la futura escuela de golf de Extremadura. El campo de golf está dotado de un hotel de 4 estrellas, que mejora aún más las posibilidades turísticas del municipio.

### Medios de comunicación
Desde el municipio emiten las siguientes emisoras de radio:
- Los 40 Principales Campo Arañuelo: 91.9 FM;
- Onda Arañuelo: 107.2 FM.